# Orientierungslauf-Juniorenweltmeisterschaften 2011
Die 22. Orientierungslauf-Juniorenweltmeisterschaften fanden vom 3. bis 8. Juli 2011 in der Gegend um Rumia und Wejherowo in Polen statt.

## Zeitplan
- 3. Juli 2011: Sprint
- 4. Juli 2011: Langdistanz
- 5. Juli 2011: Ruhetag
- 6. Juli 2011: Mitteldistanz (Qualifikation)
- 7. Juli 2011: Mitteldistanz
- 8. Juli 2011: Staffel

## Herren

### Sprint
| Platz | Land | Athlet          | Zeit        |
| ----- | ---- | --------------- | ----------- |
| 1     | FRA  | Lucas Basset    | 15:07,7 min |
| 2     | ESP  | Andreu Blanes   | 15:17,4 min |
| 3     | SUI  | Florian Howald  | 15:19,1 min |
| 4     | AUT  | Robert Merl     | 15:20,4 min |
| 5     | POL  | Michał Olejnik  | 15:31,5 min |
| 6     | NOR  | Eskil Kinneberg | 15:33,0 min |
| 7     | CZE  | Pavel Kubát     | 15:42,1 min |
| 8     | RUS  | Gleb Tichonow   | 15:44,7 min |

Sprint: 3. Juli 2011

Ort: Lębork (Karte)

Länge: 2,9 km

Steigung: 35 m

Posten: 23

### Mitteldistanz
| Platz | Land | Athlet               | Zeit      |
| ----- | ---- | -------------------- | --------- |
| 1     | AUT  | Robert Merl          | 25:43 min |
| 1     | RUS  | Dmitri Nakonetschnij | 25:43 min |
| 1     | FIN  | Topias Tiainen       | 25:43 min |
| 4     | FRA  | Lucas Basset         | 26:08 min |
| 5     | SUI  | Florian Howald       | 26:21 min |
| 6     | NOR  | Eskil Kinneberg      | 26:22 min |
| 7     | FIN  | Miika Suominen       | 26:40 min |
| 8     | SWE  | Martin Regborn       | 26:55 min |

Mitteldistanz: 7. Juli 2011

Ort: Wejherowo Kalwaria (Karte) 

Länge: 4,2 km

Steigung: 205 m

Posten: 17
Erstmals in der Geschichte der Junioren-Weltmeisterschaften gewannen gleich drei Läufer die Goldmedaille. Merl, Nakonetschnij und Tiainen waren allesamt zeitgleich.

### Langdistanz
| Platz | Land | Athlet               | Zeit      |
| ----- | ---- | -------------------- | --------- |
| 1     | NOR  | Yngve Skogstad       | 1:08:49 h |
| 2     | AUT  | Robert Merl          | 1:10:23 h |
| 3     | FRA  | Lucas Basset         | 1:10:36 h |
| 4     | SUI  | Florian Howald       | 1:12:03 h |
| 5     | CZE  | Pavel Kubát          | 1:12:17 h |
| 6     | RUS  | Gleb Tichonow        | 1:13:29 h |
| 7     | FIN  | Einari Heinaro       | 1:13:47 h |
| 8     | RUS  | Dmitri Nakonetschnij | 1:14:02 h |

Langdistanz: 4. Juli 2011

Ort: Wejherowo Park (Karte) 

Länge: 11,1 km

Steigung: 410 m

Posten: 23

### Staffel
| Platz | Land | Athleten                                               | Zeit      |
| ----- | ---- | ------------------------------------------------------ | --------- |
| 1     | POL  | Piotr Parfianowicz Rafał Podziński Michał Olejnik      | 1:53:33 h |
| 2     | SWE  | Jonas Nordstrom Richard Olsson Albin Ridefelt          | 1:53:56 h |
| 3     | CZE  | Michal Hubacek Marek Schuster Pavel Kubat              | 1:54:47 h |
| 4     | ESP  | Marc Serrallonga Antonio Martinez Andrew Blanes        | 1:54:49 h |
| 5     | DEN  | Thor Norskov Andreas Boesen Marius Thrane Ødum         | 1:54:55 h |
| 6     | SUI  | Patrik Wägeli Florian Schneider Florian Howald         | 1:55:09 h |
| 7     | RUS  | Alexander Neljubin Gleb Tichonow Dimitri Nakonetschnij | 1:56:21 h |
| 8     | EST  | Raido Mitt Tauno Tiirats Kenny Kivikas                 | 1:56:34 h |

Staffel: 8. Juli 2011

Ort: Gniewowo 2 (Karte) 

## Damen

### Sprint
| Platz | Land | Athletin           | Zeit        |
| ----- | ---- | ------------------ | ----------- |
| 1     | DEN  | Ida Bobach         | 14:29,5 min |
| 2     | DEN  | Emma Klingenberg   | 14:31,8 min |
| 3     | CZE  | Tereza Novotná     | 14:41,5 min |
| 4     | SWE  | Tove Alexandersson | 14:59,3 min |
| 5     | SUI  | Julia Gross        | 15:15:7 min |
| 6     | NZL  | Angela Simpson     | 15:16,2 min |
| 7     | SWE  | Linnea Martinsson  | 15:26,6 min |
| 8     | LTU  | Aušrine Kutkaite   | 15:40,0 min |

Sprint: 3. Juli 2011

Ort: Lębork (Karte) 

Länge: 2,5 km

Steigung: 30 m

Posten: 22

### Mitteldistanz
| Platz | Land | Athletin           | Zeit      |
| ----- | ---- | ------------------ | --------- |
| 1     | DEN  | Ida Bobach         | 23:10 min |
| 2     | SWE  | Tove Alexandersson | 23:44 min |
| 3     | DEN  | Emma Klingenberg   | 24:16 min |
| 4     | DEN  | Ita Klingenberg    | 24:32 min |
| 5     | SWE  | Helena Karlsson    | 25:01 min |
| 6     | CZE  | Denisa Kosová      | 25:04 min |
| 7     | SWE  | Johanna Olsson     | 25:14 min |
| 8     | SWE  | Linnea Martinsson  | 25:27 min |

Mitteldistanz: 7. Juli 2011

Ort: Wejherowo Kalwaria (Karte) 

Länge: 3,5 km

Steigung: 140 m

Posten: 14

### Langdistanz
| Platz | Land | Athletin            | Zeit      |
| ----- | ---- | ------------------- | --------- |
| 1     | DEN  | Ida Bobach          | 55:23 min |
| 2     | DEN  | Emma Klingenberg    | 56:51 min |
| 3     | SWE  | Tove Alexandersson  | 57:37 min |
| 4     | RUS  | Natalja Tschepajewa | 60:54 min |
| 5     | FIN  | Anna Närhi          | 61:14 min |
| 6     | LTU  | Aušrine Kutkaite    | 61:21 min |
| 7     | SUI  | Julia Gross         | 61:36 min |
| 8     | SWE  | Anna Segersson      | 61:37 min |

Langdistanz: 4. Juli 2011

Ort: Wejherowo Park (Karte) 

Länge: 7,7 km

Steigung: 285 m

Posten: 20

### Staffel
| Platz | Land | Athletinnen                                                   | Zeit      |
| ----- | ---- | ------------------------------------------------------------- | --------- |
| 1     | SWE  | Helena Karlsson Linea Martinsson Tove Alexandersson           | 1:42:32 h |
| 2     | CZE  | Adleka Indrakowa Denisa Kosova Tereza Novotna                 | 1:48:51 h |
| 3     | DEN  | Ita Klingenberg Emma Klingenberg Ida Bobach                   | 1:48:57 h |
| 4     | SUI  | Sabrina Jenzer Lisa Holer Julia Gross                         | 1:48:58 h |
| 5     | RUS  | Alexandra Wojtowa Dina Ibragimowa Natalja Tschepajewa         | 1:51:30 h |
| 6     | NOR  | Ingjerd Myhre Maren Jansson Haverstad Audhild Bakken Rognstad | 1:51:34 h |
| 7     | FIN  | Tytti Kirvesmies Mira Kaskinen Anna Närhi                     | 1:52:10 h |
| 8     | AUT  | Anna Nilsson-Simkovics Julia Bauer Anja Arbter                | 1:52:26 h |

Staffel: 8. Juli 2011

Ort: Gniewowo 2 (Karte) 

## Medaillenspiegel
| Platz | Land       | Gold | Silber | Bronze | Gesamt |
| ----- | ---------- | ---- | ------ | ------ | ------ |
| 1     | Dänemark   | 3    | 2      | 2      | 7      |
| 2     | Schweden   | 1    | 2      | 1      | 4      |
| 3     | Österreich | 1    | 1      | –      | 2      |
| 4     | Frankreich | 1    | –      | 1      | 2      |
| 5     | Finnland   | 1    | –      | –      | 1      |
| 5     | Norwegen   | 1    | –      | –      | 1      |
| 5     | Polen      | 1    | –      | –      | 1      |
| 5     | Russland   | 1    | –      | –      | 1      |
| 9     | Tschechien | –    | 1      | 2      | 3      |
| 10    | Spanien    | –    | 1      | –      | 1      |
| 11    | Schweiz    | –    | –      | 1      | 1      |